# Příbram Bobcats
Příbram Bobcats je český klub amerického fotbalu, který vznikl v roce 1995 pod názvem Příbram Rams. Od roku 2019 hraje tým 2. ligu. Tým se dvakrát probojoval do finále Czech Bowl (v letech 2014 a 2015), oba zápasy Bobcats prohráli proti týmu Prague Black Panthers.